# Lega NEBL 2000-2001
La Lega NEBL 2000-2001 è stata la 3ª edizione della Lega NEBL. La vittoria finale fu ad appannaggio dei russi dell'Ural Great Perm' sui lituani dello Žalgiris.

## Squadre partecipanti
| Lituania - Lietuvos rytas - Šiauliai - Žalgiris Kaunas | Lettonia - Brocēni - Ventspils | Russia - CSKA Mosca - Ural Great Perm' | Danimarca - Magic Great Danes | Estonia - Kalev     | Finlandia - Espoon Honka |
| Paesi Bassi - Seagulls Den Helder                      | Polonia - Polonia Varsavia     | Regno Unito - London Towers            | Rep. Ceca - USK Praga         | Ucraina - B.K. Kiev | Svezia - Norrk. Dolphins |

## Regular season
|  | Qualificata alle Final Four      |
|  | Qualificata ai Play-off          |
|  | Retrocessa in NEBL Challenge Cup |

### Classifica
|     | Squadra              | G  | V  | P  | PF   | PS   | Diff. | SD       |
| --- | -------------------- | -- | -- | -- | ---- | ---- | ----- | -------- |
| 1.  | Ural Great           | 15 | 14 | 1  | 1402 | 1081 | +321  |          |
| 2.  | Lietuvos rytas       | 15 | 12 | 3  | 1348 | 1210 | +138  | 1-0      |
| 3.  | Žalgiris             | 15 | 12 | 3  | 1251 | 1071 | +180  | 0-1      |
| 4.  | CSKA                 | 15 | 11 | 4  | 1357 | 1234 | +123  |          |
| 5.  | Haribo London Towers | 15 | 9  | 6  | 1179 | 1187 | -8    | 1-0      |
| 6.  | Polonia Warbud       | 15 | 9  | 6  | 1098 | 1156 | -58   | 0-1      |
| 7.  | Kyïv                 | 15 | 8  | 7  | 1262 | 1227 | +35   |          |
| 8.  | Ventspils            | 15 | 7  | 8  | 1251 | 1237 | +14   | 2-0      |
| 9.  | BK-LMT               | 15 | 7  | 8  | 1334 | 1389 | -55   | 1-1      |
| 10. | Šiauliai             | 15 | 7  | 8  | 1227 | 1216 | +11   | 0-2      |
| 11. | Kalev                | 15 | 5  | 10 | 1106 | 1304 | -198  |          |
| 12. | Magic Great Danes    | 15 | 4  | 11 | 1082 | 1217 | -135  | 2-1; 1-0 |
| 13. | Honka Playboys       | 15 | 4  | 11 | 1179 | 1278 | -99   | 2-1; 0-1 |
| 14. | Conesco              | 15 | 4  | 11 | 1074 | 1168 | -94   | 1-2; 1-0 |
| 15. | USK Erpet            | 15 | 4  | 11 | 1199 | 1242 | -43   | 1-2; 0-1 |
| 16. | Norrköping Dolphins  | 15 | 3  | 12 | 1288 | 1420 | -132  |          |

## Play-offs

### Ottavi di finale
| Squadra 1            | Totale  | Squadra 2 | Andata | Ritorno |
| -------------------- | ------- | --------- | ------ | ------- |
| Žalgiris             | 147-115 | Šiauliai  | 84-54  | 63-61   |
| CSKA                 | 207-153 | BK-LMT    | 89-70  | 118-83  |
| Haribo London Towers | 167-178 | Ventspils | 70-97  | 97-81   |
| Polonia Warbud       | 157-174 | Kyïv      | 80-83  | 77-91   |

### Quarti di finale
| Squadra 1 | Totale  | Squadra 2 | Andata  | Ritorno |
| --------- | ------- | --------- | ------- | ------- |
| Žalgiris  | 163-147 | Kyïv      | 77-59   | 86-88   |
| CSKA      | 190-189 | Ventspils | 107-104 | 83-85   |

## Final Four
|  | Semifinali       | Semifinali       | Semifinali      |                 |                  | Finale             | Finale             | Finale             |  |
|  |                  |                  |                 |                 |                  |                    |                    |                    |  |
|  | Ural Great Perm' | Ural Great Perm' | 90              |                 |                  |                    |                    |                    |  |
|  | Ural Great Perm' | Ural Great Perm' | 90              |                 |                  |                    |                    |                    |  |
|  | CSKA Mosca       | CSKA Mosca       | 56              |                 |                  |                    |                    |                    |  |
|  | CSKA Mosca       | CSKA Mosca       | 56              |                 | Ural Great Perm' | Ural Great Perm'   | 88                 |                    |  |
|  |                  |                  |                 |                 | Ural Great Perm' | Ural Great Perm'   | 88                 |                    |  |
|  |                  |                  | Žalgiris Kaunas | Žalgiris Kaunas | 81               |                    |                    |                    |  |
|  | Lietuvos rytas   | Lietuvos rytas   | Žalgiris Kaunas | Žalgiris Kaunas | 81               | 79                 |                    |                    |  |
|  | Lietuvos rytas   | Lietuvos rytas   |                 |                 |                  | 79                 |                    |                    |  |
|  | Žalgiris Kaunas  | Žalgiris Kaunas  | 107             |                 |                  | Finale terzo posto | Finale terzo posto | Finale terzo posto |  |
|  | Žalgiris Kaunas  | Žalgiris Kaunas  | 107             |                 |                  |                    |                    |                    |  |
|  |                  |                  |                 |                 |                  |                    |                    |                    |  |
|  |                  |                  |                 |                 |                  | Lietuvos rytas     | Lietuvos rytas     | 103                |  |
|  |                  |                  |                 |                 |                  | Lietuvos rytas     | Lietuvos rytas     | 103                |  |
|  |                  |                  |                 |                 |                  | CSKA Mosca         | CSKA Mosca         | 74                 |  |